# Зграда Историјског архива у Зајечару
Зграда данашњег Историјског архива саграђена је 1932. године, по пројекту П. Ђорђевића, архитекте пореклом из Зајечара. Данас је у њој смештен Историјски архив „Тимочка крајина“ Зајечар. 

## Историја, изглед и реконструкције
Зграда Историјског архива у време када је настајала, прављена је са главном наменом да буде кућа за становање. Господин Милан Савић био је један од највећих богаташа тог времена. Саградио је ову зграду и дао је у мираз зету Предрагу Николићу, адвокату. Крајем 1978. године објекат је откупљен од власника за потребе Историјског архива. Од тог тренутка зграда Историјског архива у Зајечару се све више сређује. Захваљујући општини Зајечар и Министарству културе Републике Србије, крајем 1990. године почиње се са изградњом депоа. Депо Архива завршен је 1993. године. Иако је накнадно додат успео је да испуни све неопходне услове за чување архивске грађе. На 1.000 m², колико је велики депо, смештена је архивска грађа Историјског архива у Зајечару.